# Batalha de Hohenfriedberg
A Batalha de Hohenfriedberg ou Hohenfriedeberg (atual Dobromierz, Polônia), também conhecida como Batalha de Striegau (atual Strzegom, Polônia) foi uma das vitórias mais admiradas de Frederico, o Grande. O exército prussiano de Frederico derrotou decisivamente um exército austríaco sob o comando do Príncipe Carlos Alexandre de Lorena em 4 de junho de 1745, durante a Segunda Guerra da Silésia – parte da Guerra de Sucessão Austríaca.

## Antecedentes
A Áustria buscava reconquistar a Silésia, que havia sido perdida para a Prússia na Batalha de Mollwitz. Um exército austríaco de cerca de 62 500 homens, incluindo tropas saxãs aliadas, marchou para a Silésia. O comandante era o Príncipe Carlos Alexandre de Lorena, cunhado da Imperatriz Maria Teresa. João Adolfo II, Duque de Saxe-Weissenfels comandava os saxões.
Frederico tinha uma opinião muito baixa de seu adversário, dizendo sobre o Príncipe Carlos Alexandre que "haverá alguns erros estúpidos". Na verdade, Frederico estava contando que Carlos entrasse na Silésia atravessando as Montanhas dos Gigantes. Se fizesse isso, Frederico pretendia atacar o exército austríaco e esmagá-lo em um golpe decisivo. Os Hussardos de Zieten de Hans Joachim von Zieten seguiram o exército austríaco, mantendo Frederico informado sobre seus movimentos e posição enquanto aguardava o momento certo para atacar. Quando o Príncipe finalmente cruzou no início de junho, Frederico viu sua oportunidade de atacar.
O exército austríaco marchou cerca de 500 km (310 mi) nordeste das Montanhas dos Gigantes até Striegau (atual Strzegom). Eles acamparam perto de Striegau, com os saxões logo a noroeste da cidade em Pilgrimshain e os austríacos espalhados a oeste e sul até a aldeia de Hohenfriedberg. Sua frente era coberta pelo rio Striegau, que corria ao norte e depois a oeste através da cidade de Striegau. O exército prussiano estava acampado ao sul da cidade.
Batedores prussianos localizaram as forças austro-saxãs. Frederico decidiu marchar ao norte com toda sua força, bem na frente dos austríacos, cruzar o Striegau por uma ponte logo a oeste da cidade e atacar os saxões primeiro. Com os saxões derrotados, Frederico então atacaria a linha austríaca de leste a oeste. Ele também decidiu marchar à noite, ocultando seu movimento, e assim surpreender os saxões. Um dos generais de Frederico, Peter Ludwig de Moulin liderou a marcha.
Para conseguir surpresa, Frederico ordenou que suas tropas deixassem suas fogueiras acesas e tendas montadas, e proibiu-as de falar ou fumar durante a marcha.

## Batalha

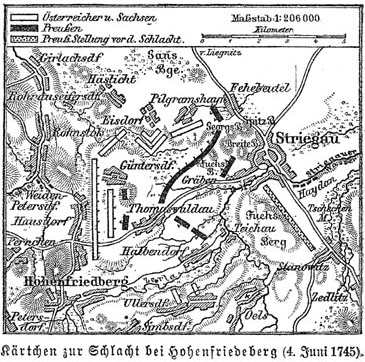
Mapa da Batalha

O plano de Frederico logo encontrou dificuldades. Não havia espaço suficiente para todas as tropas prussianas na rota designada. Um gargalo logo se desenvolveu na ponte sobre o Striegau, então apenas forças limitadas conseguiram atravessar.
O primeiro objetivo prussiano eram duas colinas em frente às linhas saxãs. O exército saxão havia ocupado essas duas colinas no dia anterior com uma pequena força. A vanguarda prussiana encontrou essa força; o choque resultante alertou os saxões e impediu a surpresa completa que Frederico esperava.
De Moulin decidiu contornar as colinas e atacar diretamente o acampamento saxão antes que os saxões pudessem se desdobrar. O ataque prussiano começou por volta das 7h00 da manhã.
Alguma cavalaria saxã saiu para o campo, mas a cavalaria prussiana logo atacou e a derrotou. A infantaria prussiana então atacou o acampamento saxão, derrotando a pouca infantaria saxã que conseguiu se desdobrar, e também algumas tropas austríacas. O vento leste, soprando fumaça e poeira nos rostos dos saxões, também foi vantajoso para os prussianos. Toda a metade esquerda (saxã) do exército austro-saxão foi destruída nas horas da luz do amanhecer.
Nessa altura, os austríacos foram alertados para a batalha. De seus acampamentos mais ao sul e mais protegidos pelo rio, as tropas austríacas se moveram para a frente. Os prussianos que ainda não haviam cruzado o Striegau ao norte giraram para oeste e avançaram através de travessias do rio onde quer que pudessem encontrá-las, encontrando vaus suficientes para conseguir isso. O colapso de uma ponte na pequena cidade de Graben forçou o comandante da cavalaria, Hans Joachim von Zieten, a encontrar um vau mais ao sul através do qual canalizar cavalaria e mulas de carga transportando suprimentos.
A cavalaria austríaca foi a primeira tropa austríaca a entrar em ação, mas foi quebrada e repelida pela carga da cavalaria prussiana.
A infantaria austríaca formou duas linhas de batalha voltadas para leste, de Hohenfriedberg ao norte. Embora os prussianos agora tivessem a vantagem numérica, os austríacos resistiram obstinadamente, com muitas salvas trocadas à queima-roupa.
Neste ponto, os Dragões de Bayreuth prussianos, totalizando cerca de 1 500 homens, entraram na batalha. Uma forte rajada de vento soprou a fumaça da pólvora e a poeira e revelou uma abertura nas linhas austríacas através da qual atacar a vulnerável infantaria austríaca. Os dragões se desdobraram em linha e atacaram ao norte contra o flanco direito da primeira linha austríaca. Eles avançaram por toda aquela linha, derrotando-a completamente, depois se voltaram ao sul para destruir a segunda linha austríaca.
Os austríacos, já em menor número, abandonados por seus aliados saxões, sem proteção da cavalaria, e agora quebrados por este ataque, começaram a se render em massa. Os Dragões de Bayreuth derrotaram vários milhares de infantaria austríaca e sofreram apenas 94 baixas. Os Dragões dominaram vinte batalhões, capturaram 2 500 prisioneiros, capturando 67 bandeiras e estandartes, bem como quatro canhões no que é considerado e celebrado como um dos grandes triunfos da cavalaria no campo de batalha. A batalha terminou com a derrota completa do exército austro-saxão.
Os austríacos e saxões perderam quase 9 000 mortos e feridos, cerca de 5 000 prisioneiros, incluindo quatro generais, e 66 canhões. Os prussianos perderam cerca de 5 000.

## Consequências
Hohenfriedberg foi uma grande vitória para Frederico, e logo ele estava sendo chamado de "Frederico, o Grande" por seus contemporâneos. A carga dos Dragões de Bayreuth foi estudada por oficiais prussianos e alemães posteriores como um modelo de agressividade, e todo o espírito de agressividade que Frederico havia incutido em seu exército e a grande quantidade de autonomia dada a seus oficiais foram comparados à tradição das Táticas de tipo missão. Um Frederico encantado escreveu que "não houve uma derrota tão decisiva desde Blenheim".
Carlos de Lorena foi derrotado novamente como na Batalha de Chotusitz, o que mostrou que os prussianos poderiam esmagar um inimigo numericamente igual. A Segunda Guerra da Silésia, que foi a última parte da Guerra de Sucessão Austríaca da qual a Prússia participou, estava quase no fim, apesar de um susto na Batalha de Soor contra os austríacos, que foram novamente liderados por Carlos de Lorena, a paz de Dresden foi assinada em 25 de dezembro de 1745, logo após mais uma vitória prussiana na Batalha de Kesselsdorf contra os saxões.
Der Hohenfriedberger foi uma marcha composta em honra da vitória, supostamente pelo próprio Frederico.